# Pededze
A Pededze (észtül: Pedetsi jõgi, oroszul: Педедзе) 159 km hosszúságú, 65 m esésű, nagyjából északról dél felé haladó folyó Észtországban, Oroszországban és Lettországban. A folyó 163 méteres tengerszint feletti magasságon ered és 98 méteres magasságban folyik bele az Aiviekste folyóba.
A folyó az észtországi Haanja-dombság délnyugati szegletében ered. Huszonhat kilométeren keresztül észt területen folyik, ebből egy nyolc kilométeres szakaszon határfolyó Észtország és Oroszország között (Oroszország Pszkovi területe a folyó bal partján, Észtország Võru megyéje a jobb partján terül el). A Pededze ezután eléri az észt-orosz-lett hármas határpontot (ez egyben az összefüggő, tehát a kalinyingrádi exklávé nélküli Oroszország legnyugatibb pontja), majd átfolyik Lettországba. A Pededze lettországi szakasza 131 km hosszú. A Pededze az Aiviekste folyóba torkollik, annak jobb oldali mellékfolyója.